# Live to Tell
Live to Tell è una ballata della cantante americana Madonna, primo singolo estratto dal suo terzo album in studio True Blue (1986).
Si sviluppa sul tema di una colonna sonora composta da Patrick Leonard per il film Le cascate del Paradiso (Fire with Fire, 1986), ma rifiutata dalla produzione; venne poi fatta sentire a Madonna, che decise di usarla sul film drammatico A distanza ravvicinata, con Sean Penn (all'epoca marito della pop-star) e Christopher Walken.
La canzone venne in seguito inserita nella prima raccolta di successi della carriera di Madonna, The Immaculate Collection, uscita nel 1990. Successivamente fu inserita nella raccolta di ballate Something to Remember, uscita nel novembre 1995, e nel greatest hits Celebration, uscito nel settembre del 2009.
Live to Tell è una ballata pop, che include chitarre, tastiere, tamburi e il suono di un sintetizzatore, e il cui testo tratta il tema dell'inganno, della sfiducia e delle ferite dell'infanzia. Il testo invita ad essere forti. In un'intervista, Madonna ha affermato che, durante la fase di scrittura del testo della canzone, si fermò spesso a riflettere sul suo rapporto con la sua famiglia.
Il video musicale, diretto dal regista di A distanza ravvicinata James Foley, mostrò il primo cambio di immagine della cantante. Madonna abbandonava il trucco forte che aveva usato fino a quel momento, e si presentava con un trucco leggero, con capelli biondi ondulati, e in generale con uno stile ispirato, secondo quanto riferito dalla stessa cantante, all'attrice americana Marilyn Monroe.
Live to Tell è stata accolta positivamente dai critici musicali, che elogiarono il cambio nella voce della cantante e che, di frequente, si riferiscono a questa canzone come la migliore ballata della carriera della cantante. Dal punto di vista commerciale, la canzone ha avuto un buon successo nelle vendite, diventando il terzo singolo numero uno nella Billboard Hot 100, e il primo numero uno nella Hot Adult Contemporary Tracks. La canzone ha raggiunto la vetta delle classifiche in Canada, Italia e negli Stati Uniti, e le prime posizioni in classifica in Belgio, Irlanda, Norvegia, Paesi Bassi, Regno Unito e Svizzera. 

## Descrizione
Dopo aver concluso il Virgin Tour, Madonna chiese ai produttori Patrick Leonard e Stephen Bray di unirsi a lei nella produzione del suo terzo album in studio, True Blue. Live to Tell nacque, come detto, da una colonna sonora rifiutata di Patrick Leonard, nata per il film Le cascate del Paradiso (1986). Fu allora che Leonard la presentò a Madonna, che decise di usarla come tema principale per A distanza ravvicinata, film drammatico con Sean Penn e Christopher Walken, e di dare vita alla canzone.
Live to Tell è una ballata pop, che include il suono delle tastiere, una chitarra funk e tamburi sintetizzati e reali. Il testo della canzone tratta il tema dell'inganno e della sfiducia. Inoltre, il testo è un chiaro riferimento alle ferite d'infanzia ed è caratterizzata da un tono emozionale ed estremo. Sal Cinquemani di Slant Magazine affermò che il verso «If I ran way, I'd never have the strength to go very far» riscrisse le regole su come una canzone pop dovesse suonare. Per Scott Kearnan di Boston.com, «Live to Tell è una canzone matura e melanconica, che esprime il peso del sopportare un segreto e affrontare un passato doloroso». Nick Levine, un critico del sito britannico Digital Spy, affermò che la canzone affronta il tema dell'abuso infantile. Madonna, durante un'intervista, ha affermato che «durante la scrittura del testo della canzone, riflettevo sul rapporto con la mia famiglia e alle bugie che abbiamo continuato a dirci. La canzone invita ad essere forti, e si interroga se puoi essere davvero forte o se semplicemente si sopravvive». Questo commento si riflette nelle frasi del ponte: «If I ran away, I'd never have the strength / To go very far / How could they hear the beating of my heart / Will it grow cold / The secret that I hide, will I grow old / How would they hear / When would they learn / How would they know» («Se scappassi, non avrei mai la forza d'andare molto lontano, Come potrebbero sentire il battito del mio cuore, Si raffredderà? Il segreto che nascondo, Invecchierò? Come l'ascolterebbero? Quando l'apprenderebbero? Come lo saprebbero?»)

## Il video
Nel 1985, Madonna recitò nel film Shanghai Surprise. Nel film, la cantante aveva presentato un cambio di stile, ispirato a Marilyn Monroe. Madonna decise di mantenere lo stesso look nel video di Live to Tell. In questo video, il trucco di Madonna è leggero, i suoi capelli sono biondi e lunghi fino alle spalle, e il suo vestito consisteva di un semplice abito fiorato stile anni '30. In un'intervista al critico musicale Stephen Holden del The New York Times, Madonna commentò il suo nuovo aspetto:
«Dopo un poco, mi sono stancata di indossare tanti gioielli. Vedo il mio nuovo aspetto come innocente, più femminile e disadorno. Mi fa sentire meglio. Crescendo, ho ammirato molto lo stile di alcune donne bellissime e ricche di stile, da Brigitte Bardot a Grace Kelly. Credo che sia giunta l'ora di far tornare indietro quell'eleganza. Generalmente nella musica pop, le persone hanno un'immagine. Vieni etichettato. Sono abbastanza fortunata per essere riuscita a cambiare ed essere ancora accettata. Se ci pensa, è quello che accade nei film; reciti una parte, cambi personaggio, aspetto e attitudini. Credo che io lo faccia per divertirmi».
Il video servì da pubblicità per il film A distanza ravvicinata; il video, infatti, include brevi scene del film, che descrivono il conflitto che sente il giovane uomo protagonista, Sean Penn. Nel video, Madonna canta in uno studio buio e interpreta il ruolo di narratore che, attraverso la canzone, commenta la storia e affronta direttamente i problemi del protagonista della storia, come il coro di una tragedia classica.

## Esecuzioni dal vivo

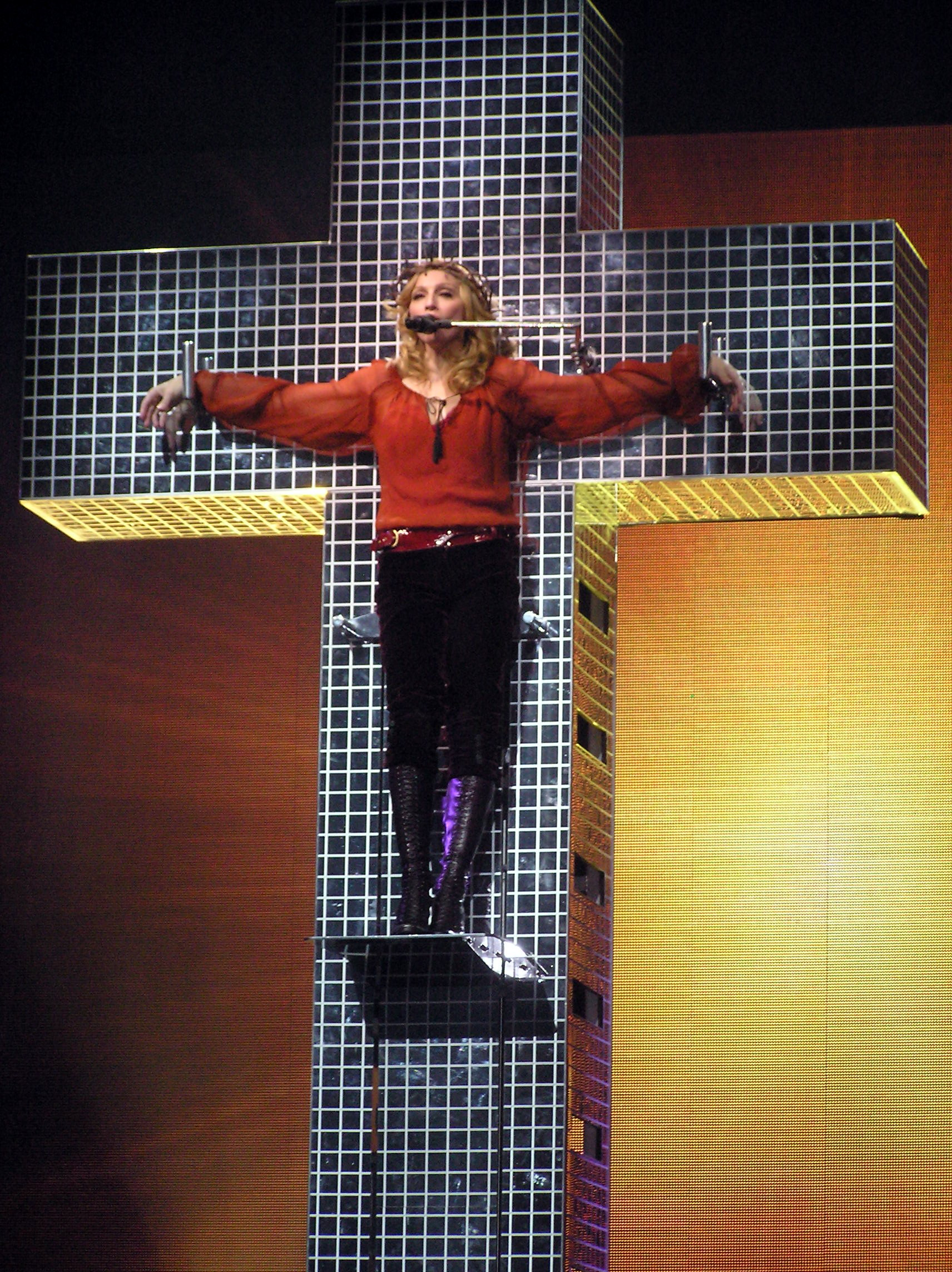
Madonna mentre esegue il singolo al Confessions Tour

In una tappa del Who's That Girl Tour a New York, Madonna dedica la canzone al suo amico scomparso Martin Burgoyne (autore della copertina del singolo Burning Up). Nel Blond Ambition Tour la esegue in un medley insieme a Oh Father. In questa performance, Madonna fa uso di simboli e immagini cattoliche. Madonna indossa un caffettano nero e un crocifisso, mentre canta su una panca. Nello sfondo colonne romane e un candeliere piene di candele votive. 
La canzone è stata eseguita anche durante il Confessions Tour in cui Madonna è apparsa appesa ad una croce rivestita di specchietti. La cantante ha dichiarato di farsi crocifiggere allo scopo di simboleggiare l'umanità dell'epoca odierna, letteralmente "crocifissa" e "sottomessa" da parte dei leader politici e soprattutto oppressa dalle guerre, dalla povertà e dalla fame nel mondo e da gravi epidemie quali quella dell'AIDS, come testimonia anche il videoclip che fa da sfondo alla performance (dove vengono mostrati dei bambini resi orfani dall'AIDS e i dati impressionanti sulla fame in Africa). L'esecuzione della canzone allo Stadio Olimpico di Roma fu condannata come un atto di ostilità verso la Chiesa cattolica dai vari gruppi religiosi.

## Tracce
Singolo 12"
1. Live to Tell (Album Version) – 5:49
2. Live to Tell (Single Edit) – 4:36
3. Live to Tell (Instrumental) – 5:49

## Accrediti
- Composta da Patrick Leonard.
- Scritta e prodotta da Madonna e Patrick Leonard.

## Cover
- Nel 1993 il brano è stato ripreso dal chitarrista Bill Frisell nel suo album Have a Little Faith.[senza fonte]
- Nel 1999 i Berlin pubblicano una cover della canzone.[senza fonte]
- Nel 2001 la cantante house italiana Lucrezia interpreta una cover incisa su etichette Airplane! Records e WEA[senza fonte]
- Nel 2014 Paola Iezzi pubblica una sua versione del brano all'interno dell'EP i.Love.[28]
- Nel 2016 la band gothic metal italiana Lacuna Coil propone una cover del brano, che viene inclusa come bonus track della Deluxe Digital Edition dell'ottavo album in studio, Delirium.[senza fonte]

## Classifiche
| Classifica (1986) | Posizione massima |
| ----------------- | ----------------- |
| Australia         | 7                 |
| Belgio            | 4                 |
| Canada            | 1                 |
| Europa            | 1                 |
| Paesi Bassi       | 3                 |
| Francia           | 6                 |
| Germania          | 12                |
| Irlanda           | 2                 |
| Italia            | 1                 |
| Nuova Zelanda     | 6                 |
| Norvegia          | 2                 |
| Svezia            | 11                |
| Svizzera          | 4                 |
| Regno Unito       | 2                 |
| Stati Uniti       | 1                 |

| Classifica (1986) | Posizione |
| ----------------- | --------- |
| Belgio            | 35        |
| Canada            | 2         |
| Italia            | 5         |
| Paesi Bassi       | 22        |
| Svizzera          | 11        |
| Stati Uniti       | 35        |